# Eisuke Nakaniši
Eisuke Nakaniši (* 23. červen 1973) je bývalý japonský fotbalista.

## Reprezentace
Eisuke Nakaniši odehrál 14 reprezentačních utkání. S japonskou reprezentací se zúčastnil Mistrovství světa 1998.

## Statistiky
| Japonsko | Japonsko | Japonsko |
| Roky     | Záp.     | Góly     |
| -------- | -------- | -------- |
| 1997     | 5        | 0        |
| 1998     | 6        | 0        |
| 1999     | 1        | 0        |
| 2000     | 1        | 0        |
| 2001     | 0        | 0        |
| 2002     | 1        | 0        |
| Celkem   | 14       | 0        |